# 大阪府立北千里高等学校
大阪府立北千里高等学校（おおさかふりつ きたせんりこうとうがっこう）は、大阪府吹田市藤白台にある公立高等学校。

## 概要
1978年に開校した。全日制普通科を設置する。
阪急千里線北千里駅から桜井駅（箕面市）方面への延伸計画の線路用地として準備されていた府有地が、延伸計画がなくなったとして北千里高校用に充てられ、グラウンド（テニスコート）となった。
かつて2学期制を導入し、2年生の時点で文1系（私立文系）・文2系（国公立文系）・理系にコース分類されていた。2010年度から再び3学期制に戻され、2012年からは文型(私立文系)、文理型(国公立文系)、理型(国公私立理系)に分類し直されている。
2003年度、文部科学省の学力向上フロンティアハイスクール事業に指定（2005年度まで3年間）。その一環で、同じ大阪府立で同じ吹田市にある高等学校8校と一緒に立命館大学法学部の「高大連携法学基礎講義」を受講するなど、関西大学や大阪大学、大阪外国語大学などと連携（高大連携）に取り組んだ。

## 沿革

### 年表
- 1977年5月 - 第1期工事に着工
- 1978年 1月 大阪府条例により、大阪府立北千里高等学校を設置。
- 1978年4月 - 開校。
- 2003年 - 文部科学省の学力向上フロンティアハイスクール事業に指定
- 2010年 - 2学期制から3学期制に変更

## 出身者
- 伊藤孝江 - 弁護士。公明党参議院議員
- UA - 歌手
- 神奈美帆 - 元宝塚歌劇団雪組トップ娘役
- 妃海風 - 元宝塚歌劇団星組トップ娘役
- 池山心 - 漫才師「しましまんず」
- 今江克隆 - 釣り師（バスプロ）
- 佐竹雅昭 - 格闘技K-1選手
- 井川祐輔 - サッカー選手
- 田尻健 - サッカー選手（ガイナーレ鳥取）
- 厚母宏亮 - プロ雀士 (最高位戦日本プロ麻雀協会)

## 交通
- 阪急千里線北千里駅から北西1.3km。徒歩で約15分[3]

## 対外関係

### 姉妹校
- 台湾 台湾市立永春高級中学[4]